# Muil (schoeisel)

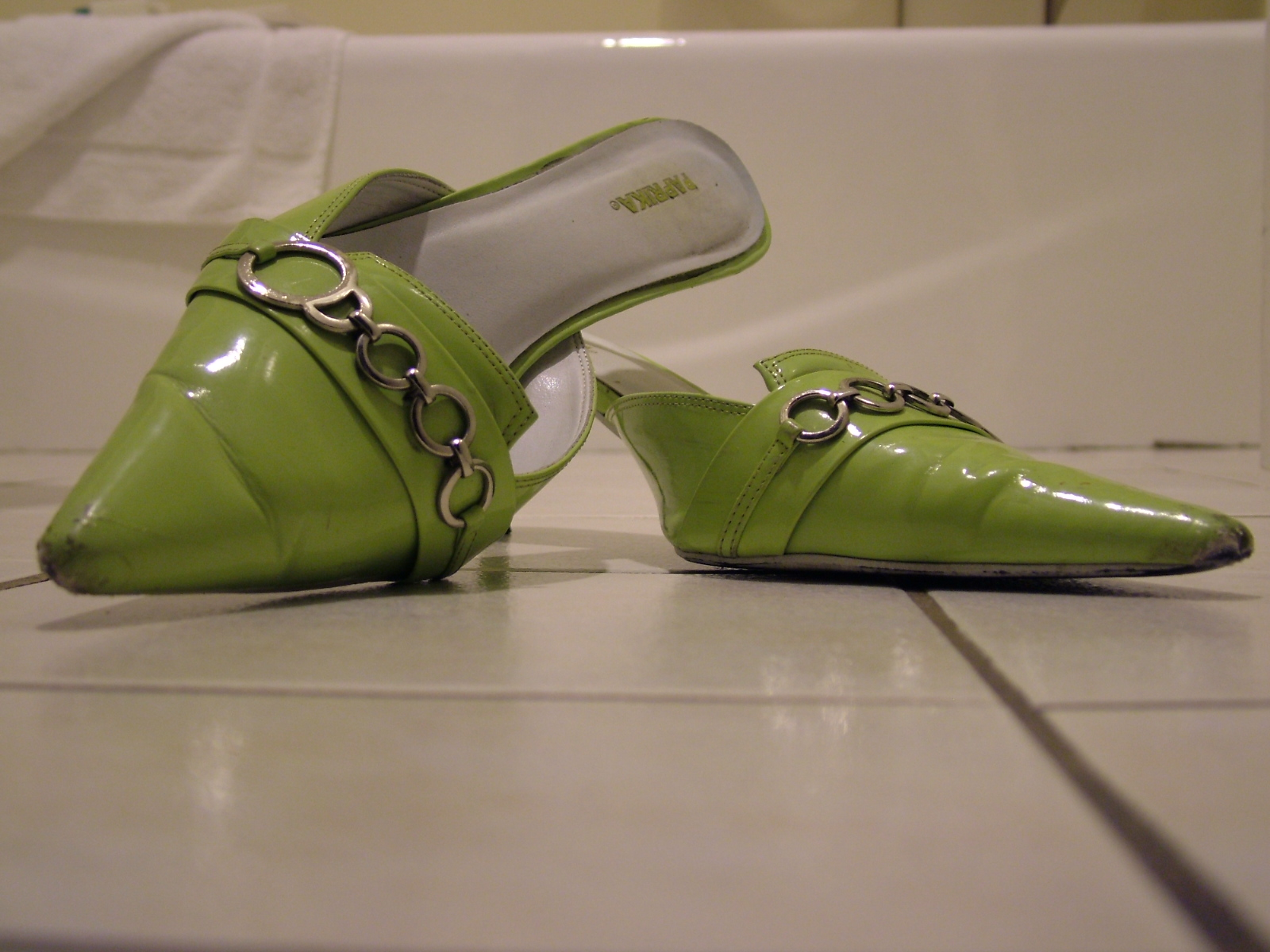
Groene muiltjes van imitatieleer

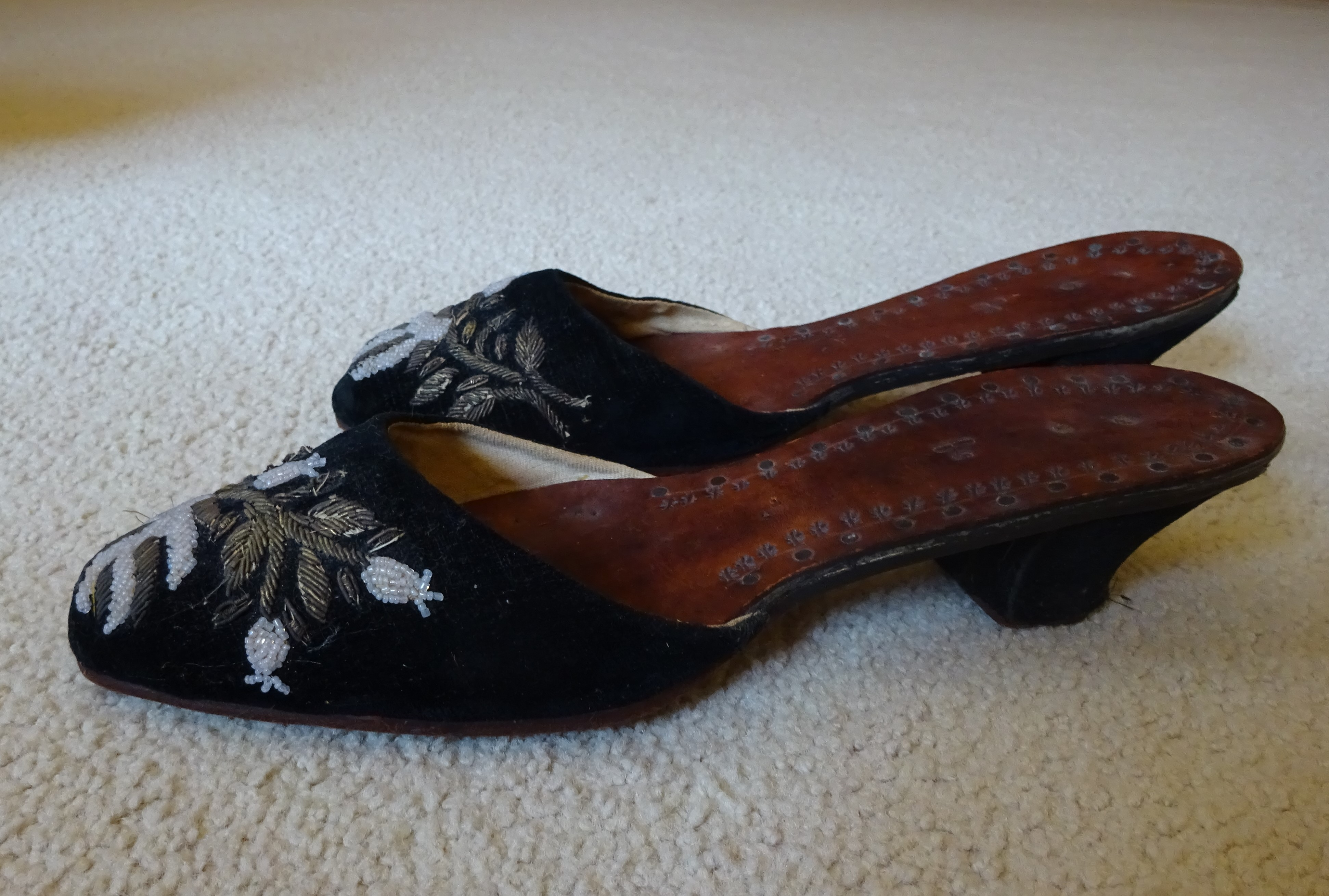
Met kralen versierde muiltjes uit Nederlands-Indië, rond 1915

Een muil, bij damesschoenen meestal muiltje genoemd, is een schoen met een open hiel. De hoogte van de hak van een muiltje varieert sterk bij de varianten voor vrouwen.
Sommige muiltjes worden buitenshuis gedragen, maar ook pantoffels kunnen de vorm van een muiltje hebben. Het woord muil of muiltje wordt daarnaast ook gebruikt als een volledig synoniem van pantoffel.
Muiltjes worden traditioneel gedragen bij verschillende Nederlandse klederdrachten, zoals in Urk, Katwijk, Volendam, Huizen en Hindeloopen. Ook in oosterse culturen worden muiltjes gedragen, bijvoorbeeld in Turkije, Egypte en de Maghreb. In Nederlands-Indië werden muiltjes veelal binnenshuis gedragen.

## Vorm
Muiltjes bestaan soms uit weinig meer dan een zool, een riem om de schoen aan de voet vast te maken, en een bovendeel van leer of ander soepel materiaal. Muiltjes zijn aan de voorzijde gesloten zodat de tenen zelden of nooit te zien zijn. Muiltjes hebben geen hiel, of slechts een rudiment daarvan.

## Geschiedenis

### Etymologie en oorspronkelijk gebruik
De etymologie van het woord muil komt uit het oude Rome. De zinsnede Calcei Mullei/Mulleus werd gebruikt voor de rode schoenen die gedragen werden door Romeinse senatoren en later ook door hogere magistraten. In de 16e eeuw werd het Latijnse woord "mule" gebruikt voor zowel hielloze schoenen als voor slippers.
De muiltjes uit de zestiende tot de negentiende eeuw werden alleen in slaapkamers of boudoirs gedragen, dus niet in het openbaar. Ze werden gedragen samen met een kamerjas of andere comfortabele kledingstukken.

### Geschiedenis van de populariteit
Schoenen in deze vorm kwamen al voor in het klassieke Rome. Door het gebruik binnenshuis kregen muiltjes toen al een erotische bijbetekenis. Terwijl muiltjes sinds de vijftiende eeuw werden gedragen, ook in Nederland, is hun populariteit niet altijd even groot geweest.
Afbeeldingen van muiltjes verschijnen door de eeuwen heen in zowel in de populaire cultuur als op beroemde schilderijen. Ze zijn echter zowel veranderd van stijl als van gebruiksdoel. Tot in de zestiende eeuw werden muiltjes in Europa niet veel gedragen. Vanaf dat moment werden ze aanvankelijk door zowel mannen als vrouwen binnenshuis gedragen als pantoffels. Vanaf de jaren 1720 tot het einde van die eeuw waren muilen de meest gedragen instappers voor binnenshuis. Modeplaten uit het einde van de jaren 1790 laten wel vrouwen met muiltjes zien, maar de kleding was eigenlijk te lang om ze goed te zien. In het begin van de jaren 1800 raakten muiltjes uit de mode, maar in het midden van de negentiende eeuw steeg de populariteit weer. In de jaren 1860 werden muiltjes vooral door prostituees gedragen in de bordelen, en door andere mensen juist vermeden. In de twintigste eeuw werden ze opnieuw modieus, vooral aan het eind van de jaren 1990 toen mode-ontwerpers hun eigen draai eraan gaven. Ook in de eenentwintigste eeuw zijn muiltjes afwisselend populair dan wel uit de mode. Het zijn nu niet langer alleen schoenen voor in de slaapkamer, maar ze kunnen elke dag en bij elke gelegenheid gedragen worden. Het modetijdschrift Elle heeft het muiltje uitgeroepen tot "de schoen van 2017" en sommige beroemdheden dragen muiltjes.

## Stijlen

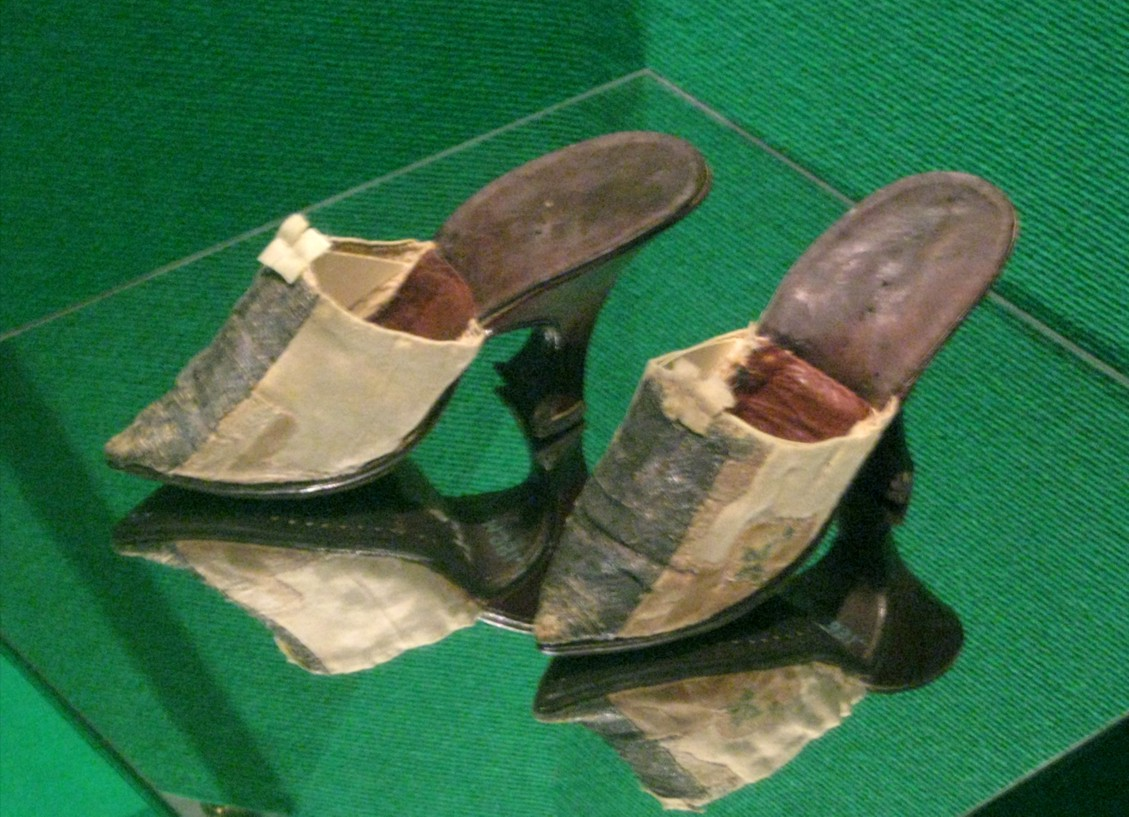
Hooggehakte muiltjes uit de 18e eeuw

Muilen zijn in de loop van de tijd van stijl veranderd. In de vijftiende eeuw hadden die uit Venetië zeer hoge zolen en leken op chopines (schoenen met plateauzolen). De tenen hadden allerlei vormen, rond, vierkant of gevorkt. De hak was ook hoog, 3-5 centimeter. In de periode 1550-1700 werden muiltjes vaak versierd met borduurwerk. Florentijns borduurwerk was populair in het begin van de achttiende eeuw. In die eeuw werden muiltjes door zowel mannen als vrouwen gedragen. In de periode 1720-1790 was de schoen zelf relatief saai, omdat alle aandacht moest uitgaan naar de opvallende gespen. In de jaren 1850 werden muilen met hakken minder door mannen gedragen. Vanaf 1885 tot 1910 verviel de trend van grote gespen of andere ingewikkelde afwerking. De muiltjes kregen ook lagere hakken en een eenvoudige leren of vilten bovenkant.

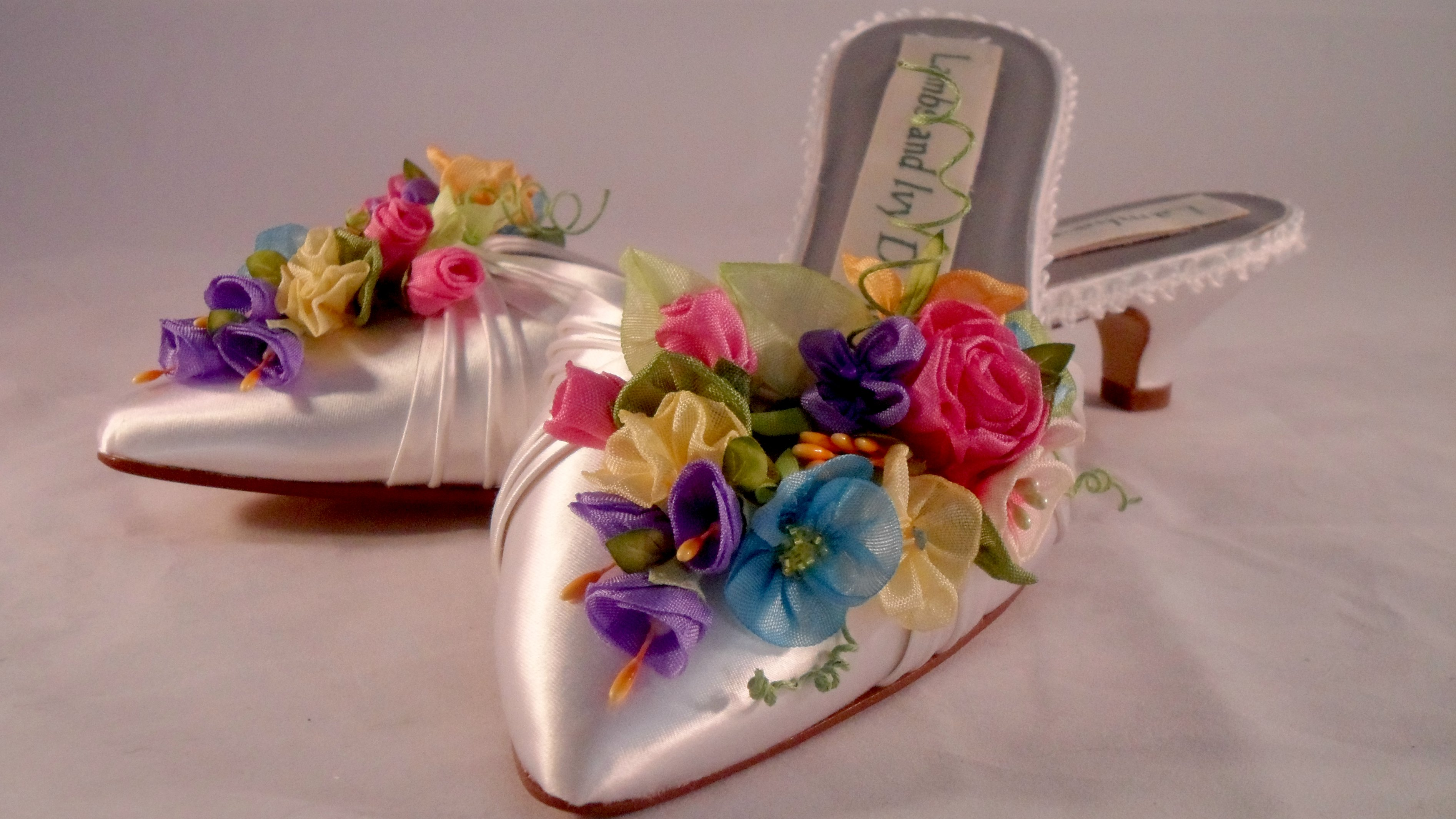
Muiltjes in de stijl van de jaren 1980

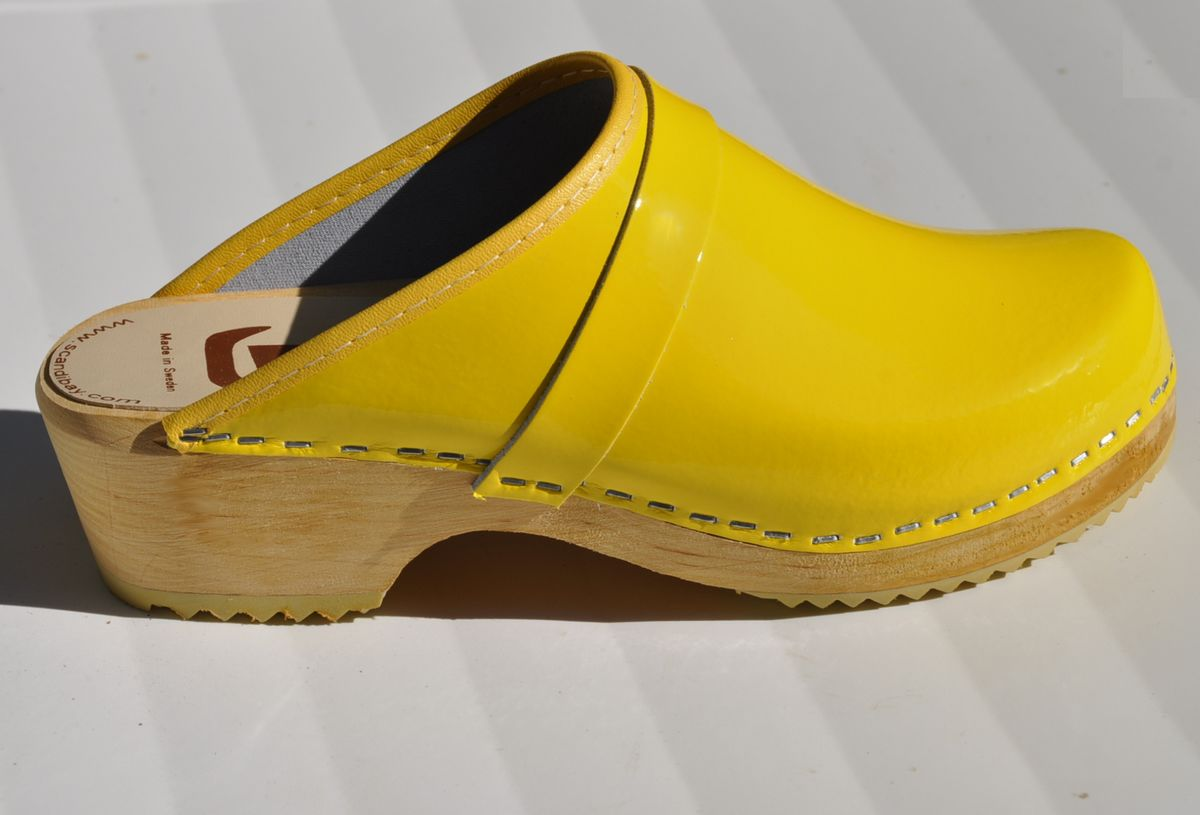
Een Zweedse muil

Tijdens de Tweede Wereldoorlog werden muiltjes gemaakt van linoleum, wasdoek, vilt, raffia, rotan, boomschors of synthetisch touw. In de jaren 1950 werden ze gemaakt van plastic en versierd met veren. In de periodes daarna werden de stijlen gevolgd die ook bij andere schoenen in de mode kwamen. In de jaren 1960 hadden muiltjes hoekige vormen en puntige tenen. In de jaren 1980 werden ze zeer kleurrijk en weelderig versierd, bijvoorbeeld met nep-juwelen. Tevens was toen de Zweedse muil in de mode, die zowel door mannen als door vrouwen werd gedragen.

### Muilen voor mannen
In de achttiende eeuw droegen mannen binnenshuis muilen, soms uitgevoerd in kostbare stof. In de negentiende eeuw waren twee types instappers voor mannen zeer populair. In de late jaren van 1880 deed een muil met de naam Albert in Engeland opgang. De Alfred werd door mannen in hun boudoir gedragen. De naam Alfred is afkomstig van het merk uit 1892 de "Alfred Dolge's Felt Slippers and Shoes."

## Muilen uit de Oriënt

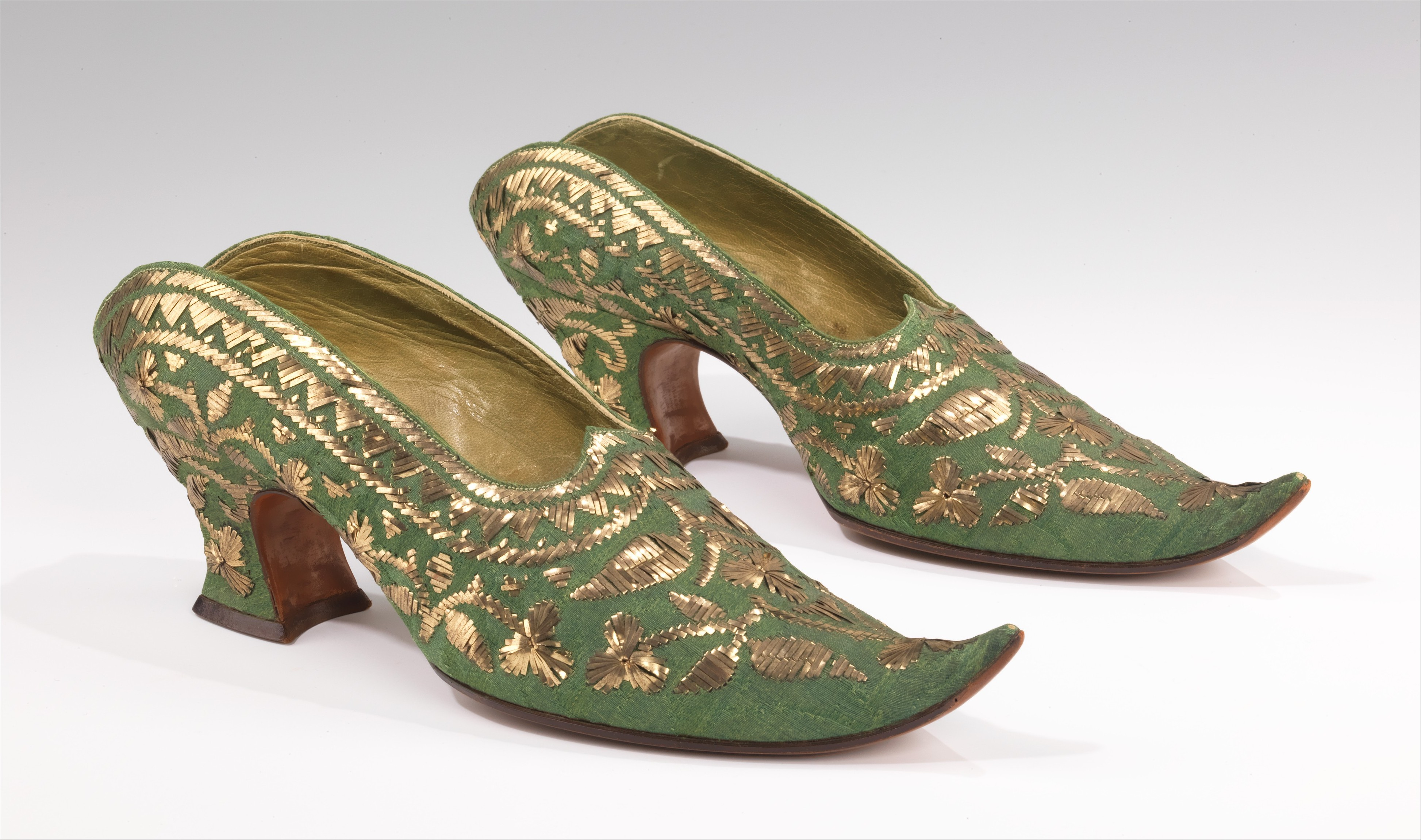
Vroeg-20ste-eeuwse muiltjes, door Pierre Yantorny geïnspireerd door een oosterse stijl

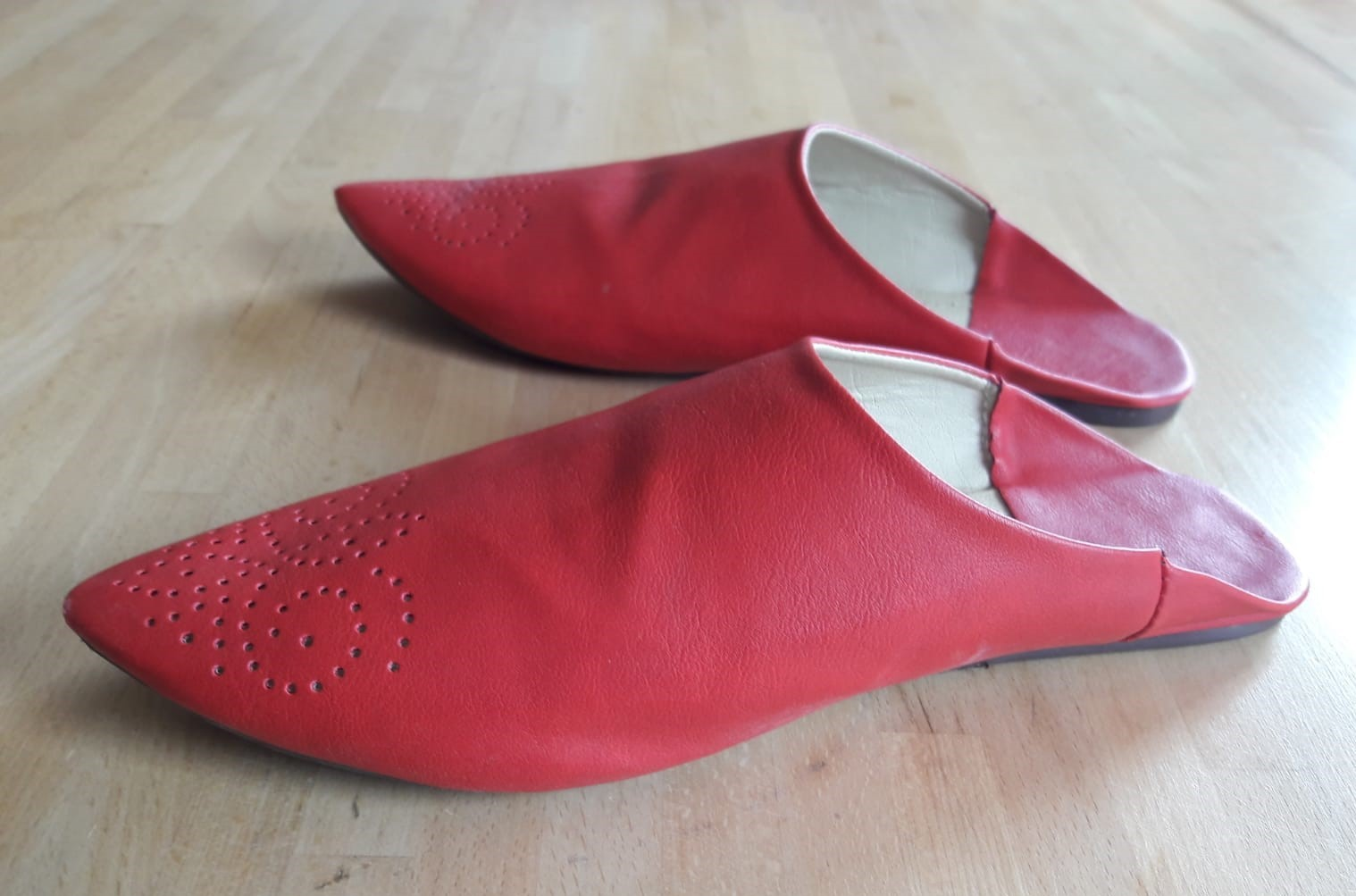
Marokkaanse babouches

Muilen zijn ook verschenen in oosterse culturen. De vroegste zijn bekend uit de negende eeuw. In Egypte werden muiltjes afgebeeld op grafstenen en lijken te zijn gemaakt van rood geitenleer. In de landen van de Maghreb worden in combinatie met een djellaba nog altijd de tradditionele zachte leren "babouches" gedragen. De Iraanse muilen uit de jaren 1800-1889 werden gemaakt van fluweel, leder, zijde en metaaldraad; deze hadden de vorm van een vis. Een muiltje uit Turkije dat in het bezit is van het Metropolitan Museum is gemaakt van hout, leer, metaal en zijde. Muilen uit India werden gemaakt van runder-, buffel- of geitenleer, van bont, zijde, wol of katoen, fluweel, brokaat, maar ook wel van riet en gras.
In India waren net zoals in sommige Europese voorbeelden de muilen geborduurd en versierd met kwastjes en applicaties. In Zuid-Azië kent men de "jutti", een schoen die vergelijkbaar is met het westerse muiltje omdat hij geen hiel heeft.
In de Arabische hamam lopen vrouwen graag op muilen, liefst met hoge hakken. Volgens de legende kunnen ze daarmee voorkomen dat ze door een djinn worden besprongen, omdat djinns onder de vloer van het badhuis zouden wonen. Maar muiltjes hebben in moslimculturen ook praktisch nut, ze kunnen gemakkelijk worden uitgetrokken bij het betreden van de moskee. Hetzelfde geldt voor het gebruik van muilen in Japan, daar wisselt men altijd van schoenen als men een huis binnengaat of het toilet bezoekt.

## Muiltjes in de populaire cultuur

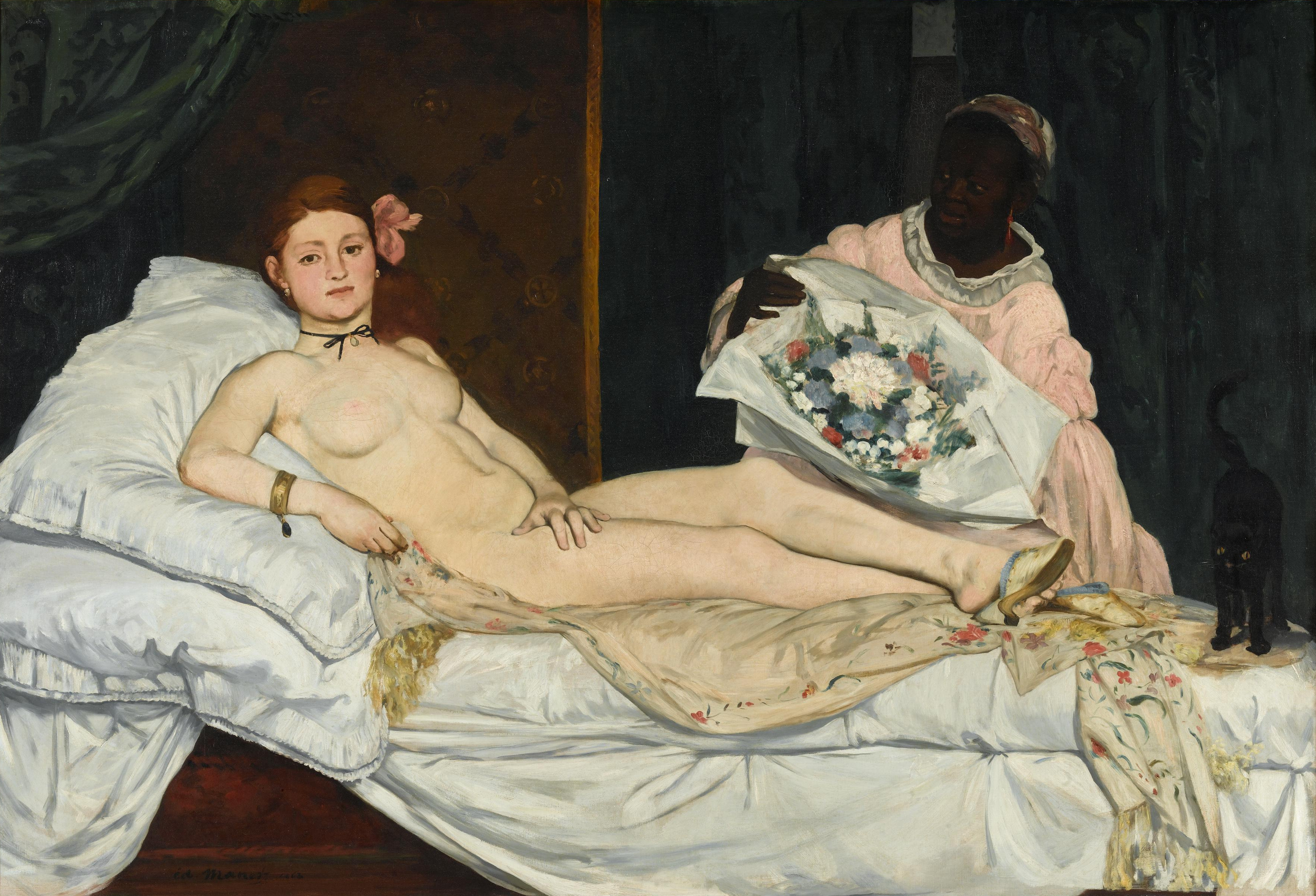
Het schilderij Olympia van Édouard Manet. De naakte odalisk draagt hier muiltjes.

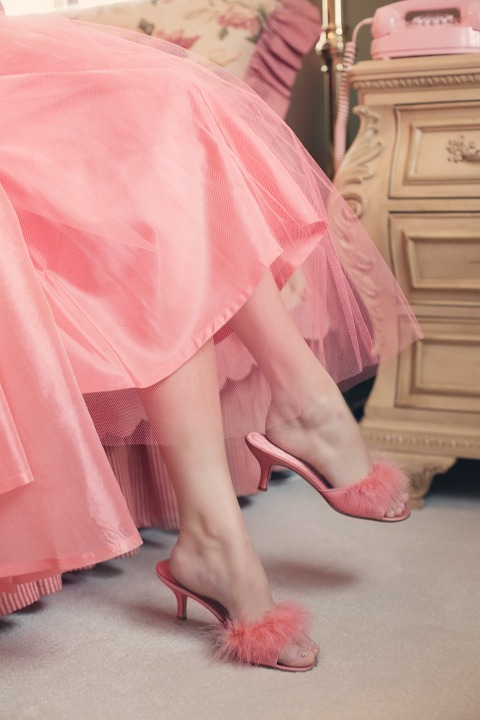
Muiltjes met veren van maraboe, vergelijkbaar met die Marilyn Monroe en andere beroemdheden droegen in de jaren 1950

- Uit een sprookje zijn de muiltjes van Assepoester bekend. In de Nederlandstalige versie van dit verhaal zouden deze gemaakt zijn van glas. De muiltjes van Assepoester komen echter ook al voor in de door Charles Perrault opgetekende versie van dit sprookje en zijn daar van bont. Een verklaring hiervoor is dat hier sprake is van een verkeerde vertaling. Bij het maken van de Engelse versie van Charles Perraults Histoires ou contes du temps passé (1697) is waarschijnlijk 'pantoufle de vair' (bonten pantoffel) verward met 'pantoufle de verre' (glazen muiltje).[6]

- Marie-Antoinette, de later onthoofde echtgenote van Lodewijk XVI, had zijden muiltjes. Zij kreeg deze van een lid van de hofhouding in 1775. De muiltjes werden in 2012 op een veiling verkocht voor € 50.000.[7]
- Het erotische aspect van elegant gedragen muiltjes is onderwerp van het schilderij De schommel van Jean-Honoré Fragonard uit 1767. Een jongedame op een schommel laat een muiltje uitglippen terwijl haar japon wijd opwaait. Een muiltje 'verliezen' was een invitatie voor de man waar een vrouw verliefd op was.
- Koningin Henrietta Maria, de vrouw van Charles I, droeg in de zeventiende eeuw een geborduurd paar muiltjes.
- Op Ḗdouard Manets schilderij uit 1863, Olympia, draagt de centrale vrouw muiltjes, liggend op haar bed. Dit is mogelijk een referentie naar een slipper (chausson), dat straattaal is voor "oude prostituee."
- Tijdens de jaren 1950 droegen iconische actrices zoals Marylin Monroe, Joan Fontaine, en Jayne Russel muiltjes met veren van maraboe, in zowel hun films als in het dagelijkse leven. Marylin Monroe droeg ze in de film The Seven Year Itch.
- Carrie Bradshaw, gespeeld door Sarah Jessica Parker, uit Sex and the City droeg muiltjes; in de lijst van Marie Claire met de top 32 van Carrie Bradshaws schoenen staan zes paar muiltjes.
- In 2015 was een muiltje gevoerd met kangoeroevacht te zien op de socialemediaplatforms van onder meer Marc Jacobs en Leandra Medine. Dit wekte verontrusting bij antibontactivisten.
- In 2017 waren muiltjes in de mode, en veel beroemdheden en modellen droegen ze. Gigi Hadid ontwierp een muiltje voor Stuart Weitzman. Een post op instagram van Beyoncé waarop zij muiltjes draagt van het merk Givenchy ontving meer dan 2.222.727 likes. Gucci ontwierp een Princetown slof, die zowel door mannen als vrouwen gedragen kon worden.

## Foto's

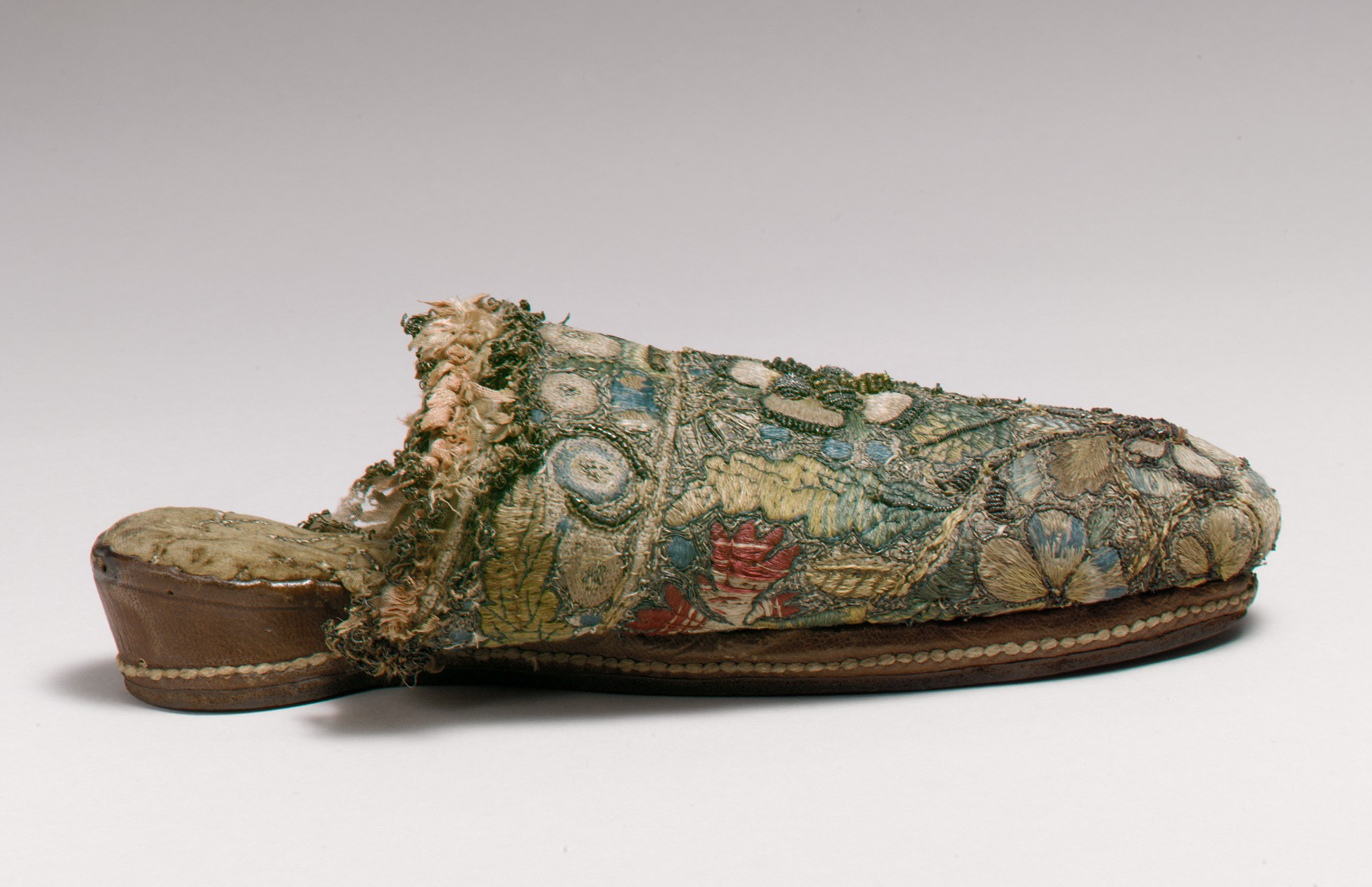
Begin van de 17e eeuw
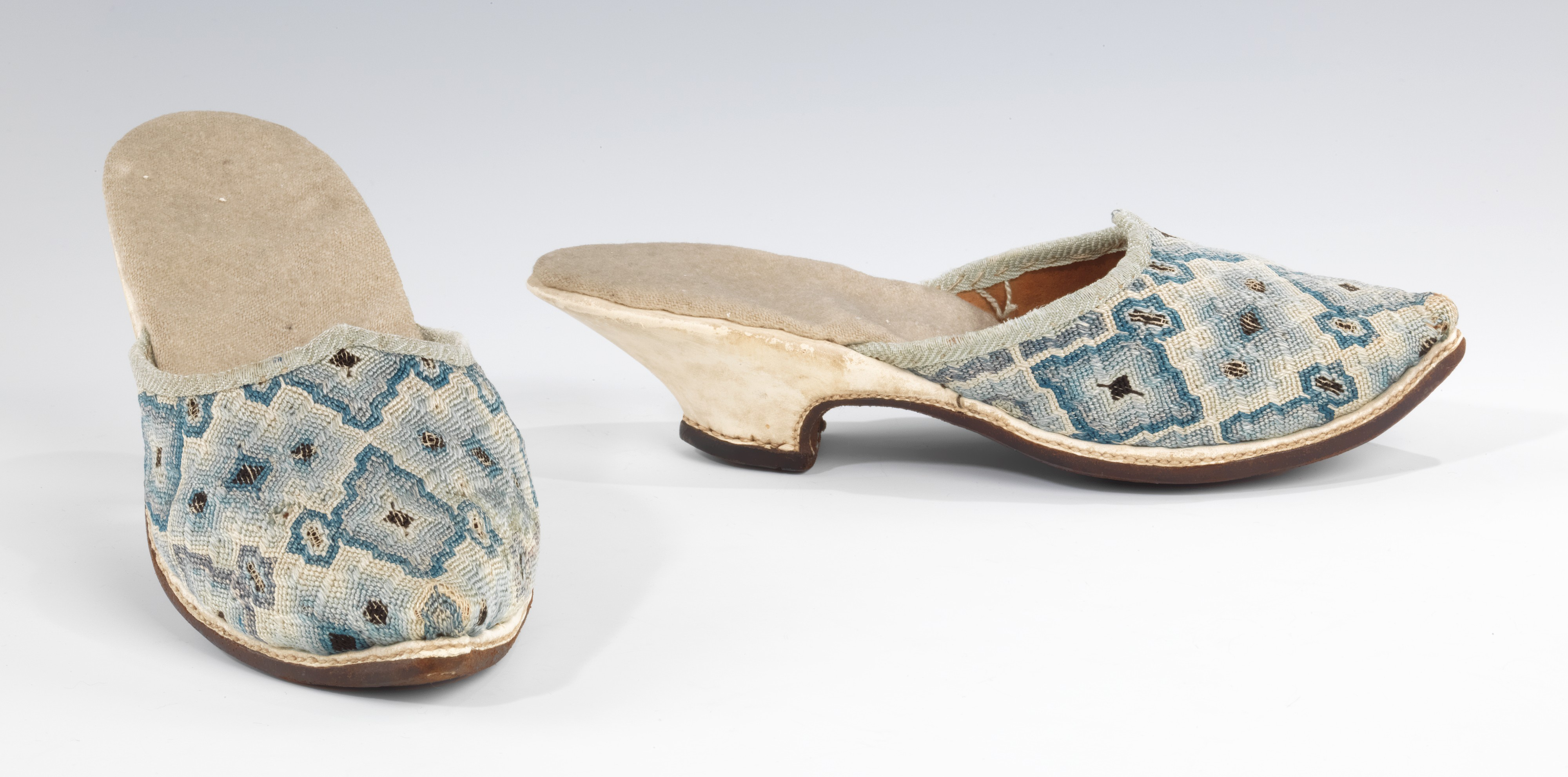
Begin 18e eeuw, met Florentijns borduurwerk
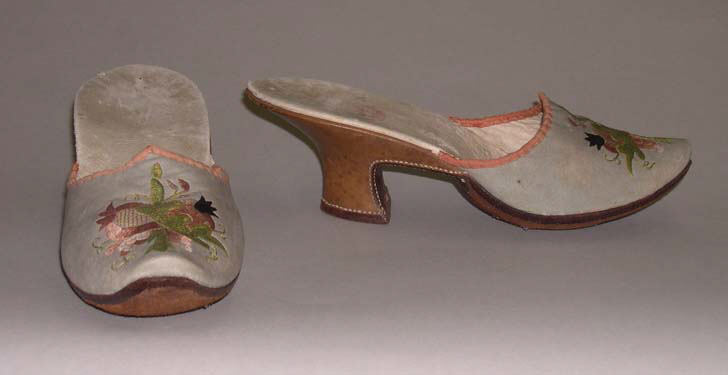
Muiltjes van zijde uit 1750
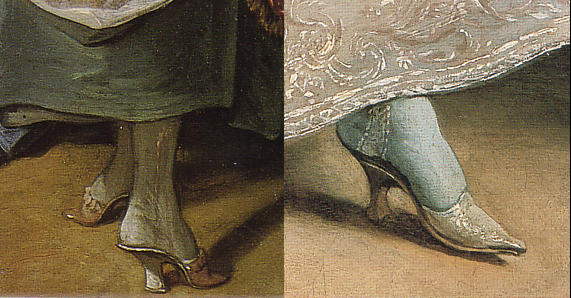
18e eeuw
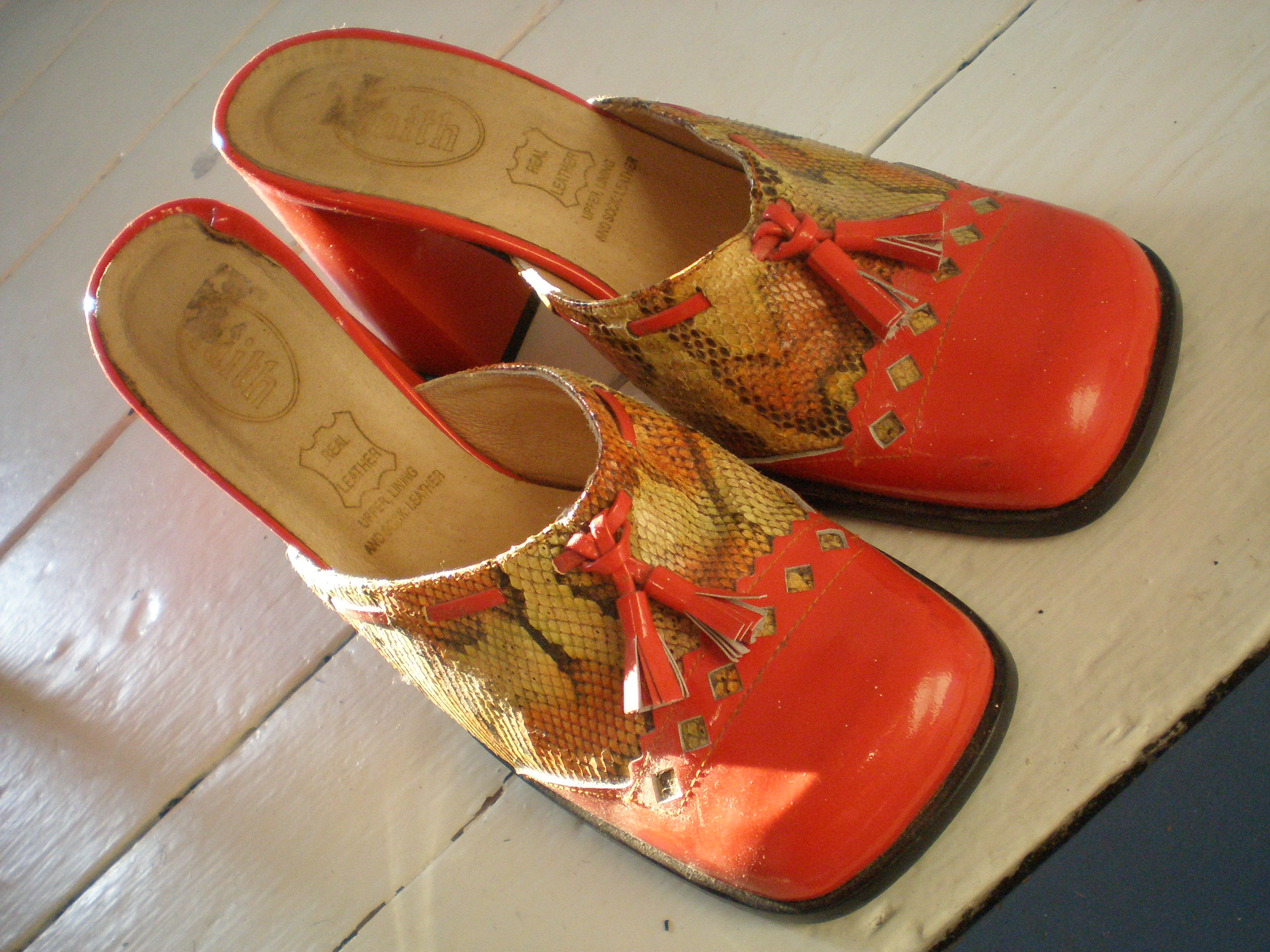
Rood leer met hoge hakken
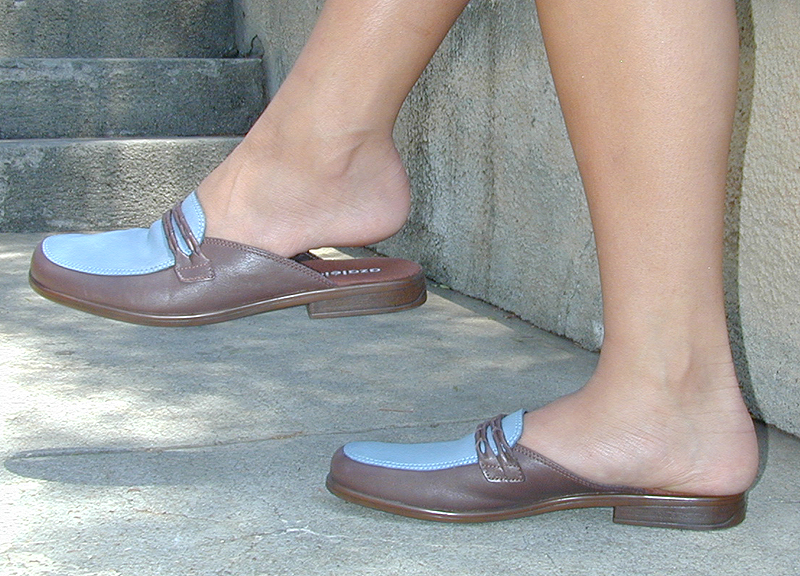
Slof-achtige muilen met een platte hak
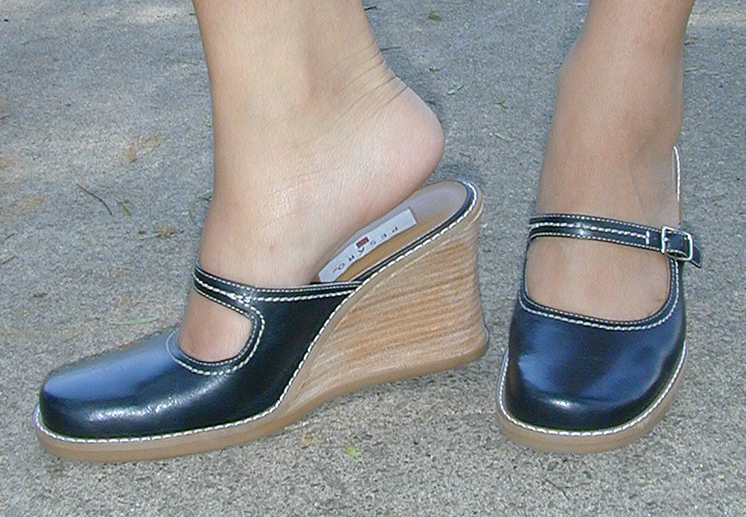
Maryjane muiltjes met een sleehak
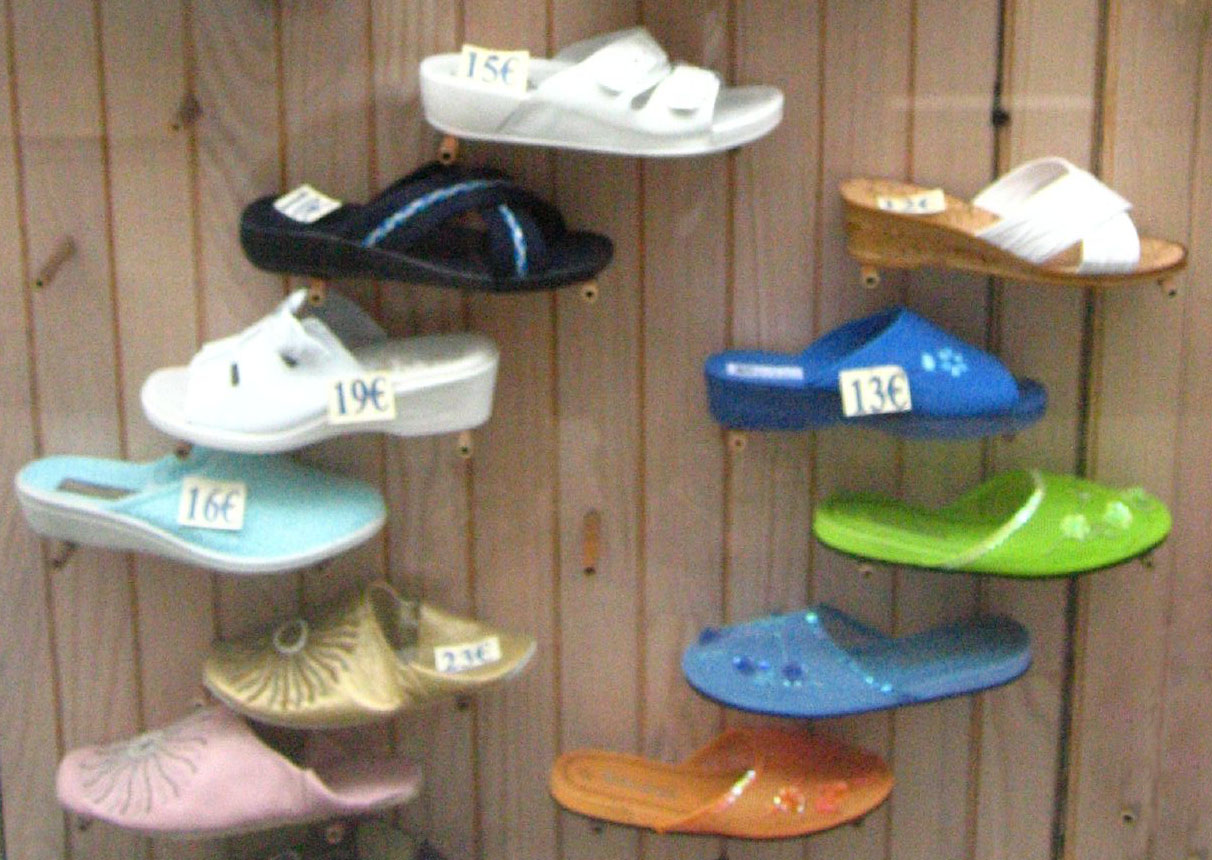
Verschillende muiltjes in een etalage
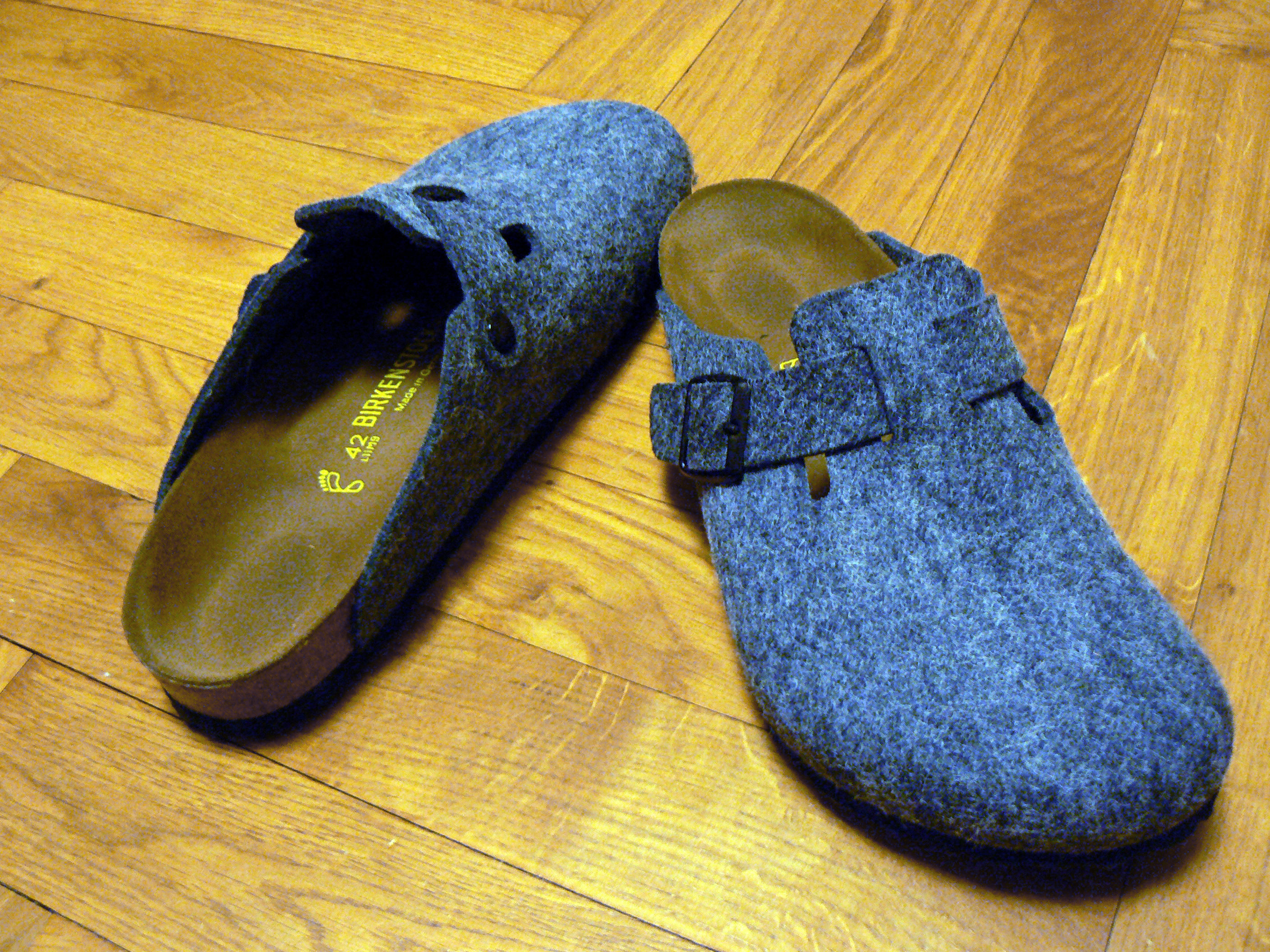
Birkenstock muilen
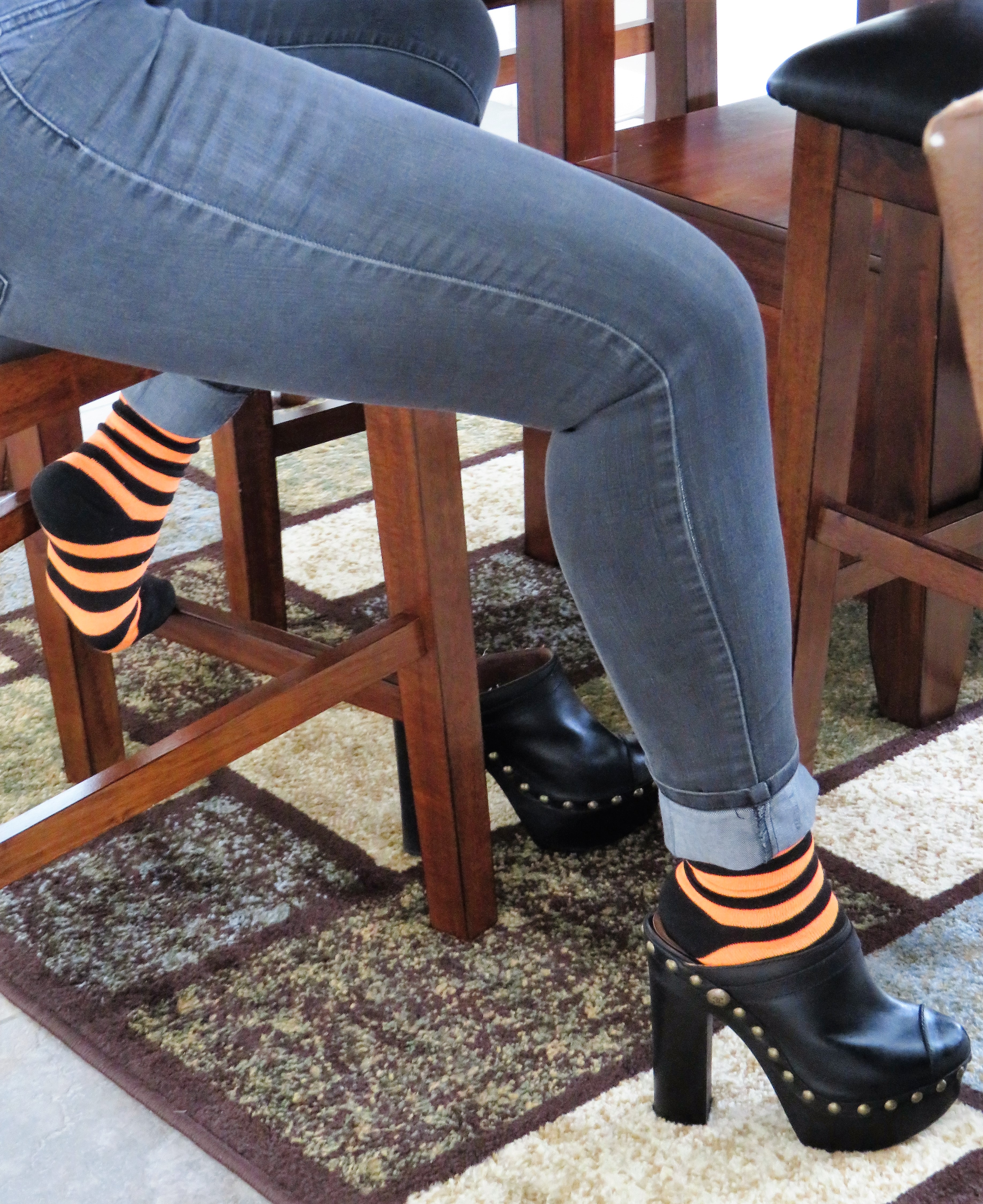
Muiltjes met hoge hakken en plateauzool